# Enrique Simonet

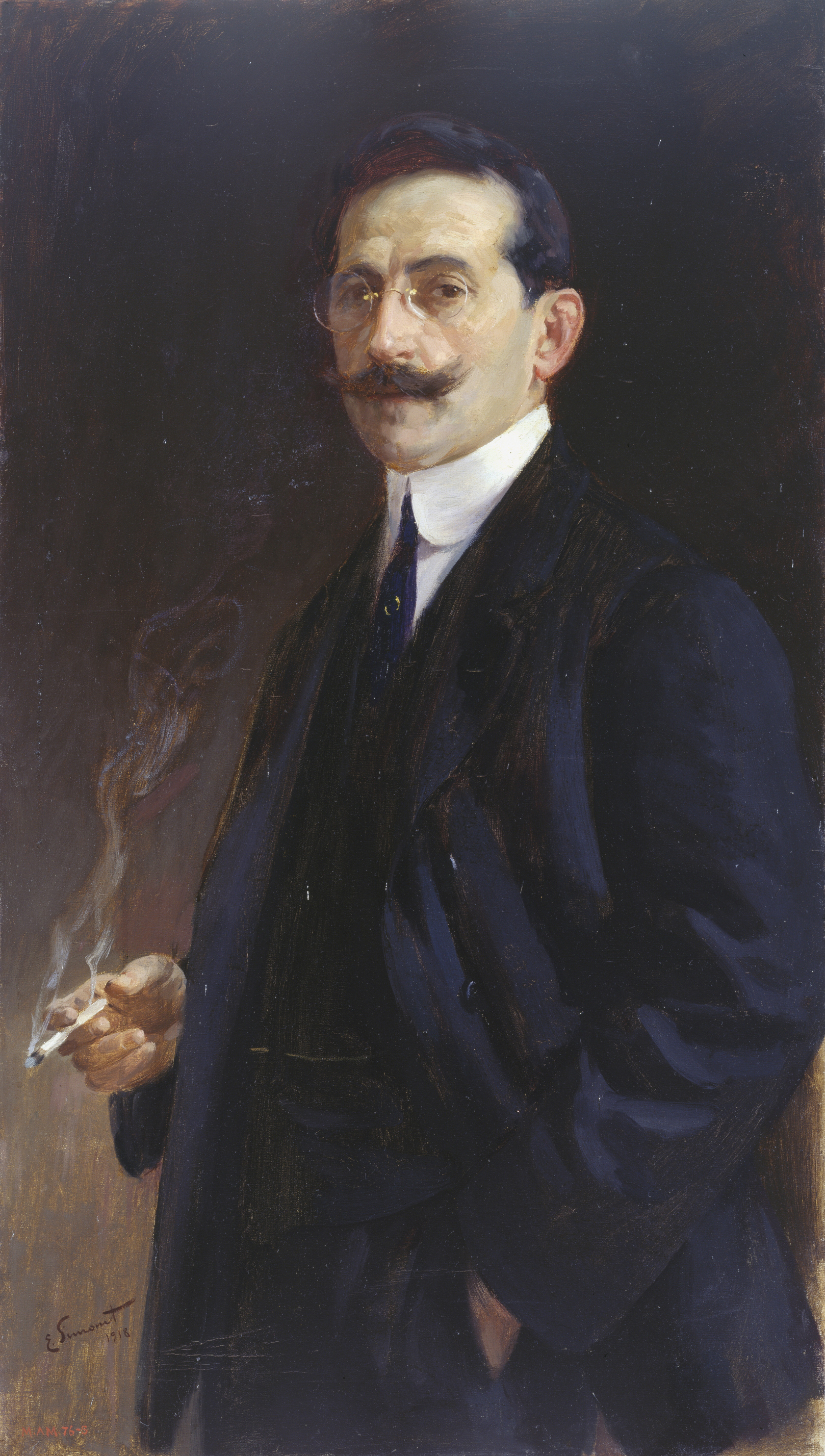
Enrique Simonet: Autoportret, 1918

Enrique Simonet Lombardo (n. 2 februarie 1866, Valencia, Comunitatea Valenciană, Spania – d. 20 aprilie 1927, Madrid, Noua Castilie⁠(d), Spania) a fost un pictor spaniol.

## Biografie
Enrique Simonet s-a născut la 2 februarie 1866 la Valencia. În copilărie a avut înclinația către o carieră ecleziastică, pe care o abandonă pentru a se dedica picturii. A studiat la Real Academia de Bellas Arte de San Carlos din orașul său natal, ulterior devine elevul lui Bernardo Ferrándiz din Malaga, devenind astfel unul din reprezentanții grupului Escuela malagueña de pintura.
În 1887 întreprinde o călătorie la Roma, unde realizează tabloul Tăierea capului Sfântului Pavel, care în prezent se găsește în Catedrala din Málaga. Face mai multe călătorii în Italia, viziteză de mai multe ori Parisul și întreprinde în 1890 o călătorie în mai multe țări din zona Mării Mediterane. La Roma definitivează tabloul Anatomia inimii, cunoscut și sub numele Autopsia. La Ierusalim adună mai multe impresii pentru realizarea operei sale Flevit super illam, pentru care primește mai multe distincții, Premiul Expoziției Internaționale din Madrid (1893), precum și diverse premii în Chicago (1893), Barcelona (1896) și Paris (1900).
Între 1893 și 1894 a fost corespondent al revistei La Illustración Española y Americana în Maroc. În 1901 obține catedra pentru "Studii ale Formelor naturale și ale Artei" la Real Acadèmia Catalana de Bellas Artes din Barcelona.
În anul 1911 devine membru al Academiei Regale de Belle Arte din Madrid. Între 1921 și 1922 a fost director al rezidenței pentru pictori peisagiști din mănăstirea El Paular din Sierra de Guadarrama. Moare la 20 aprilie 1927 la Madrid.

## Galerie

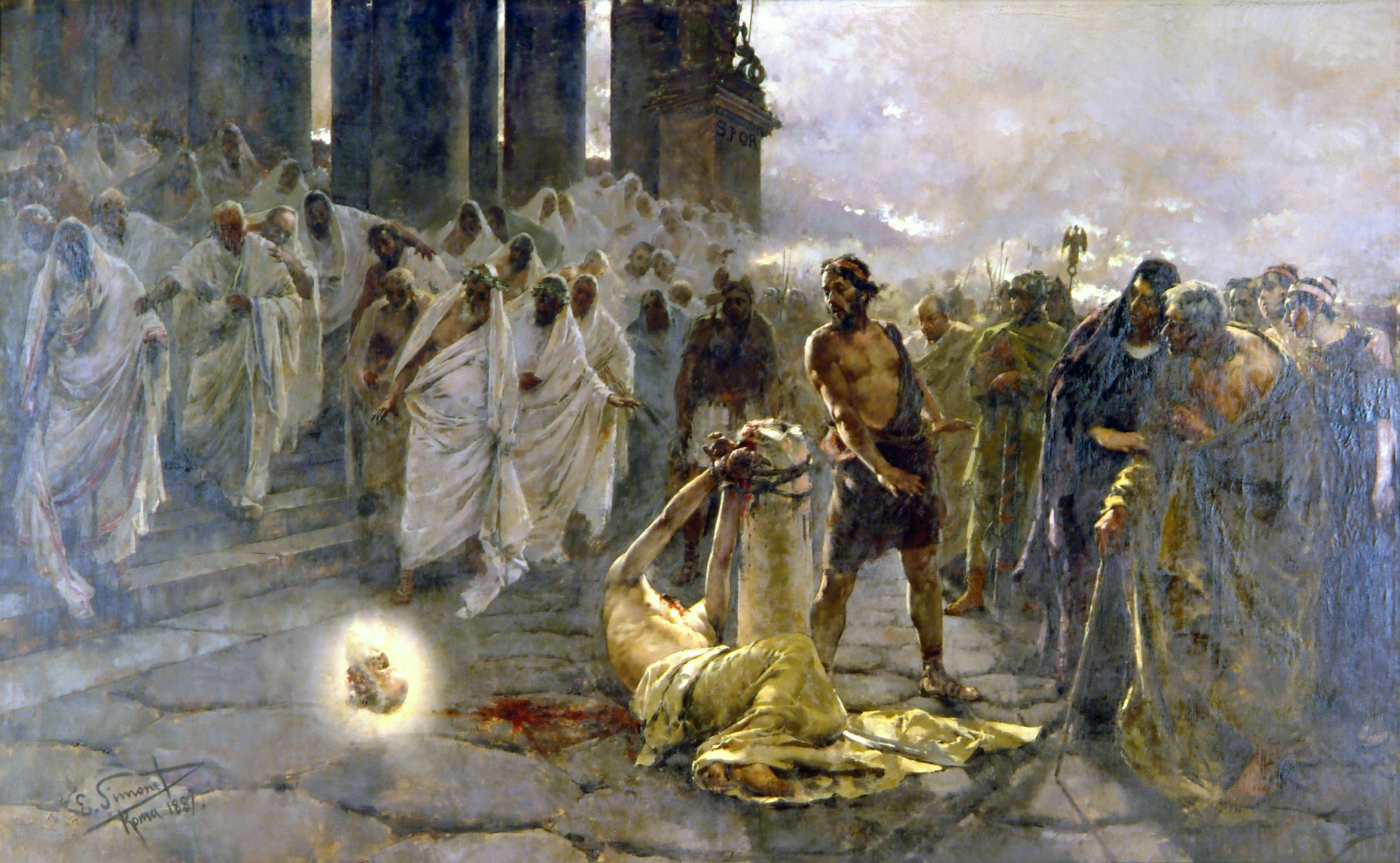
Tăierea capului Sfântului Pavel, 1887
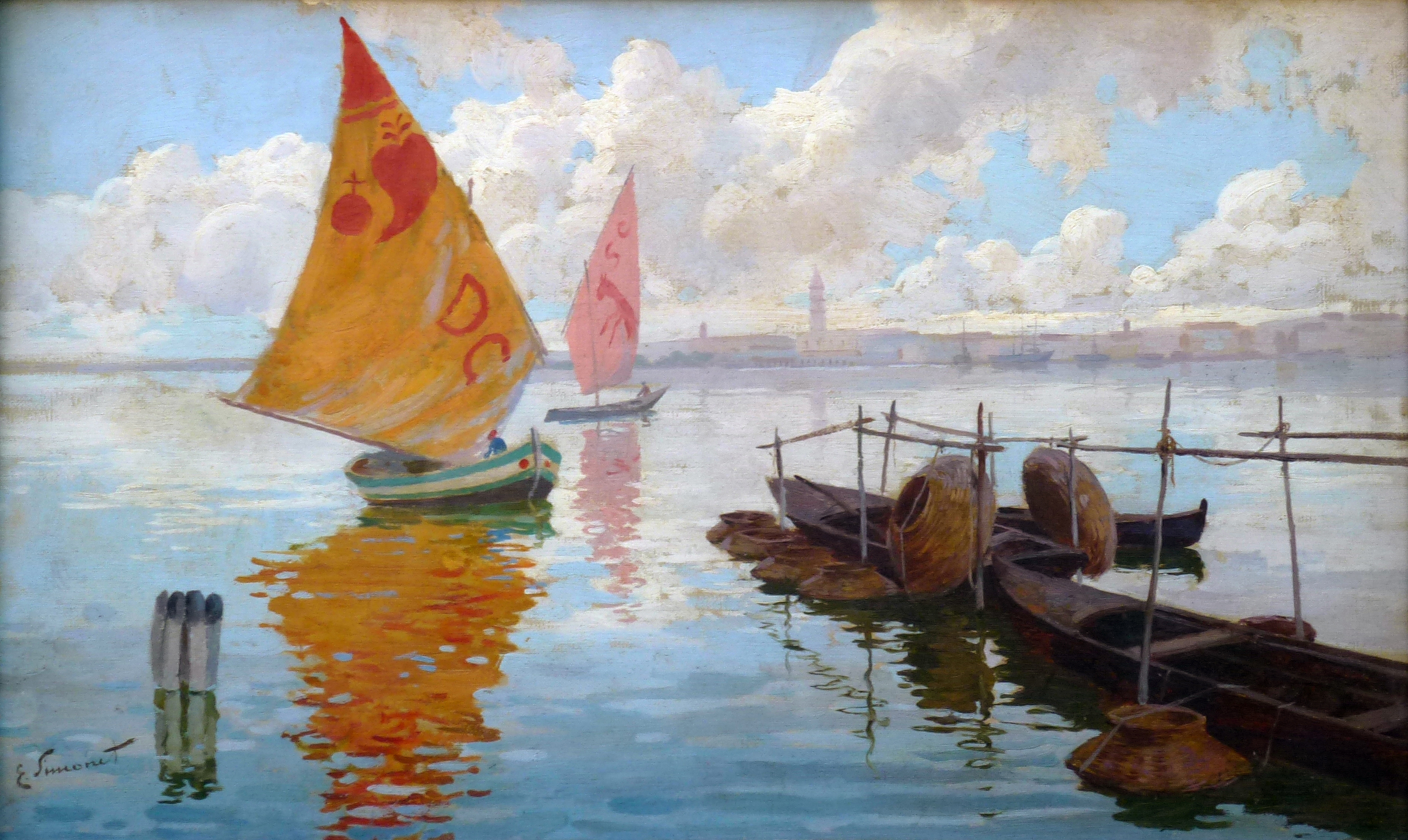
Marină veneziană, 1887-1890
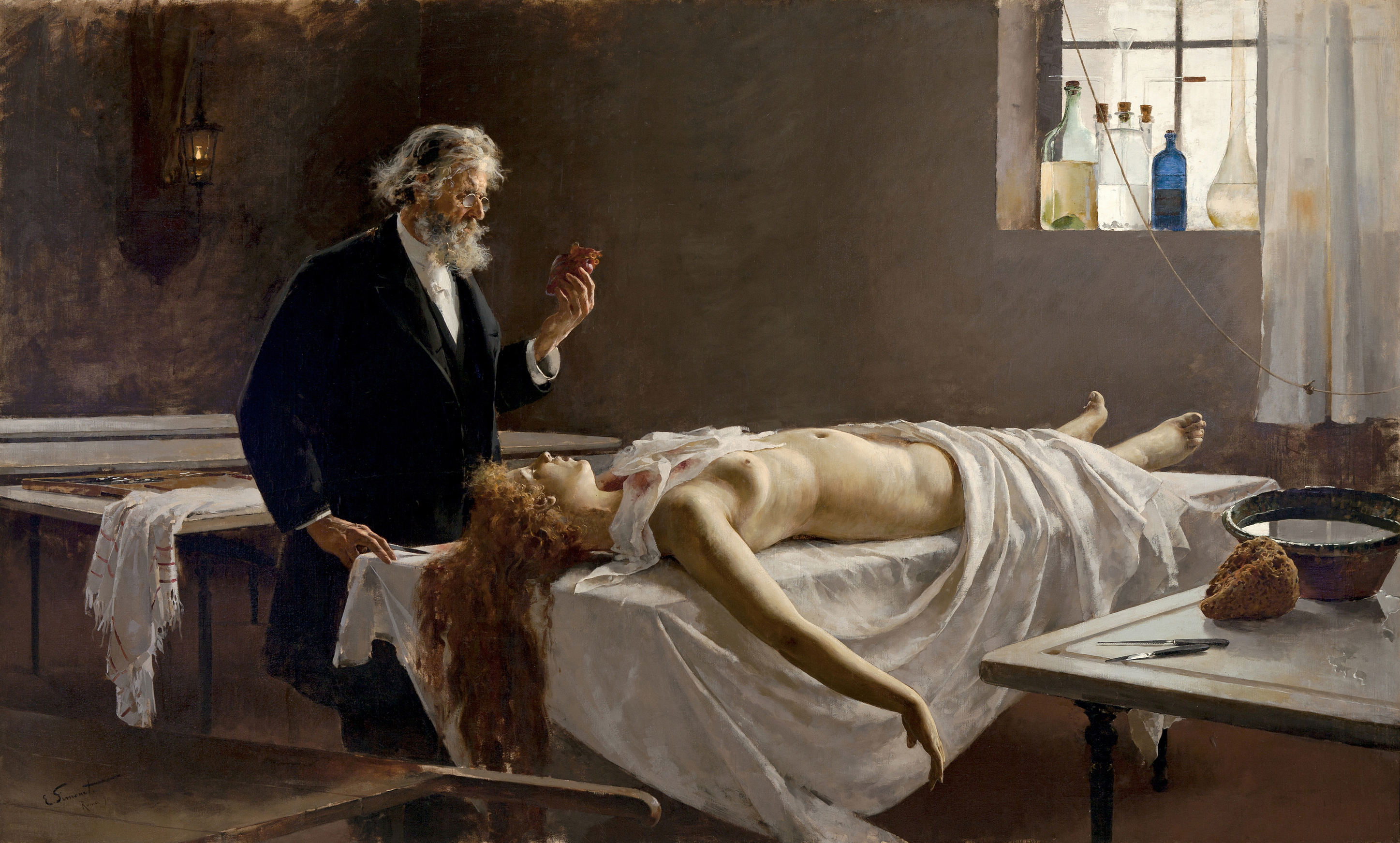
Autopsia, 1890
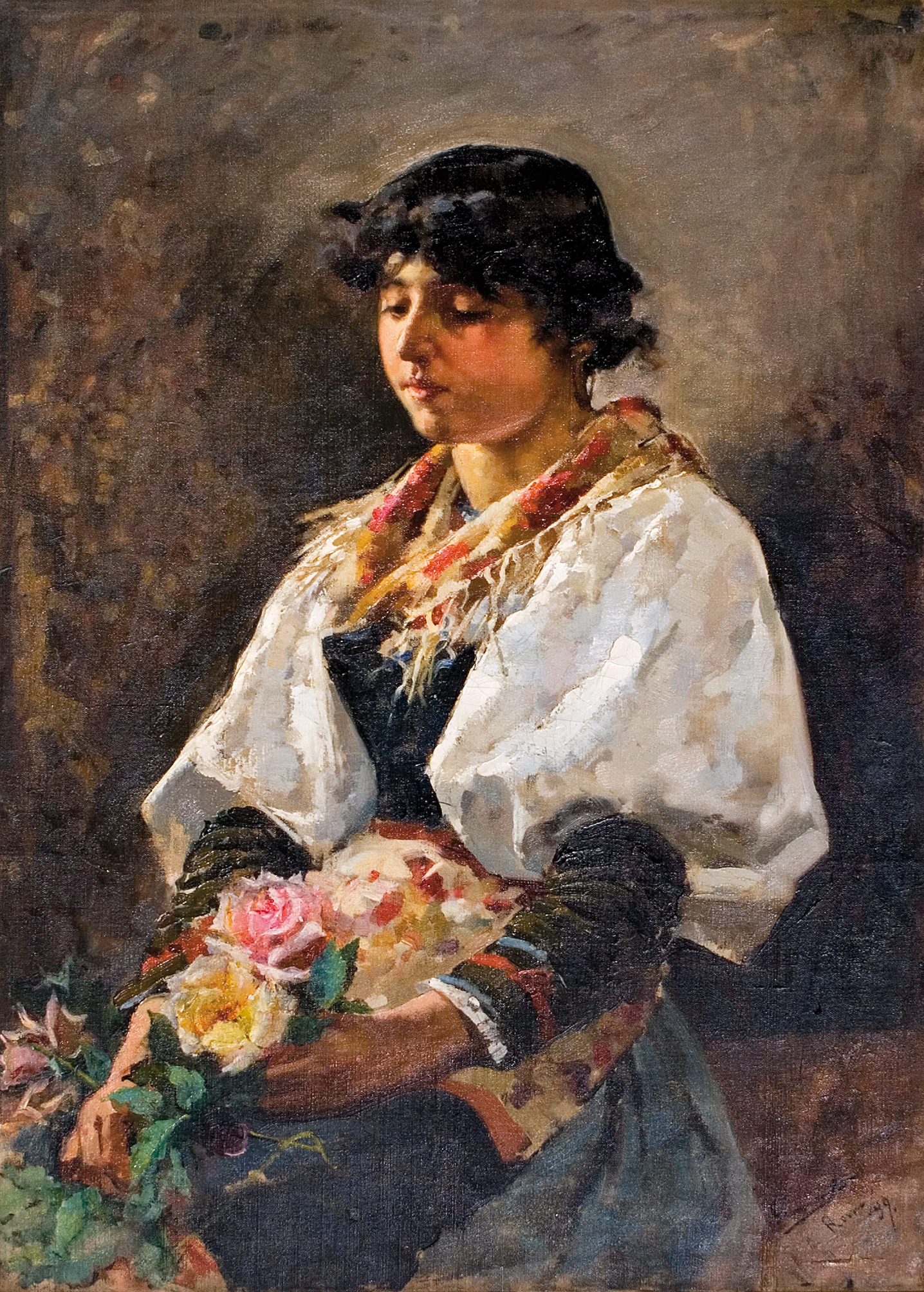
Ciociara, 1889
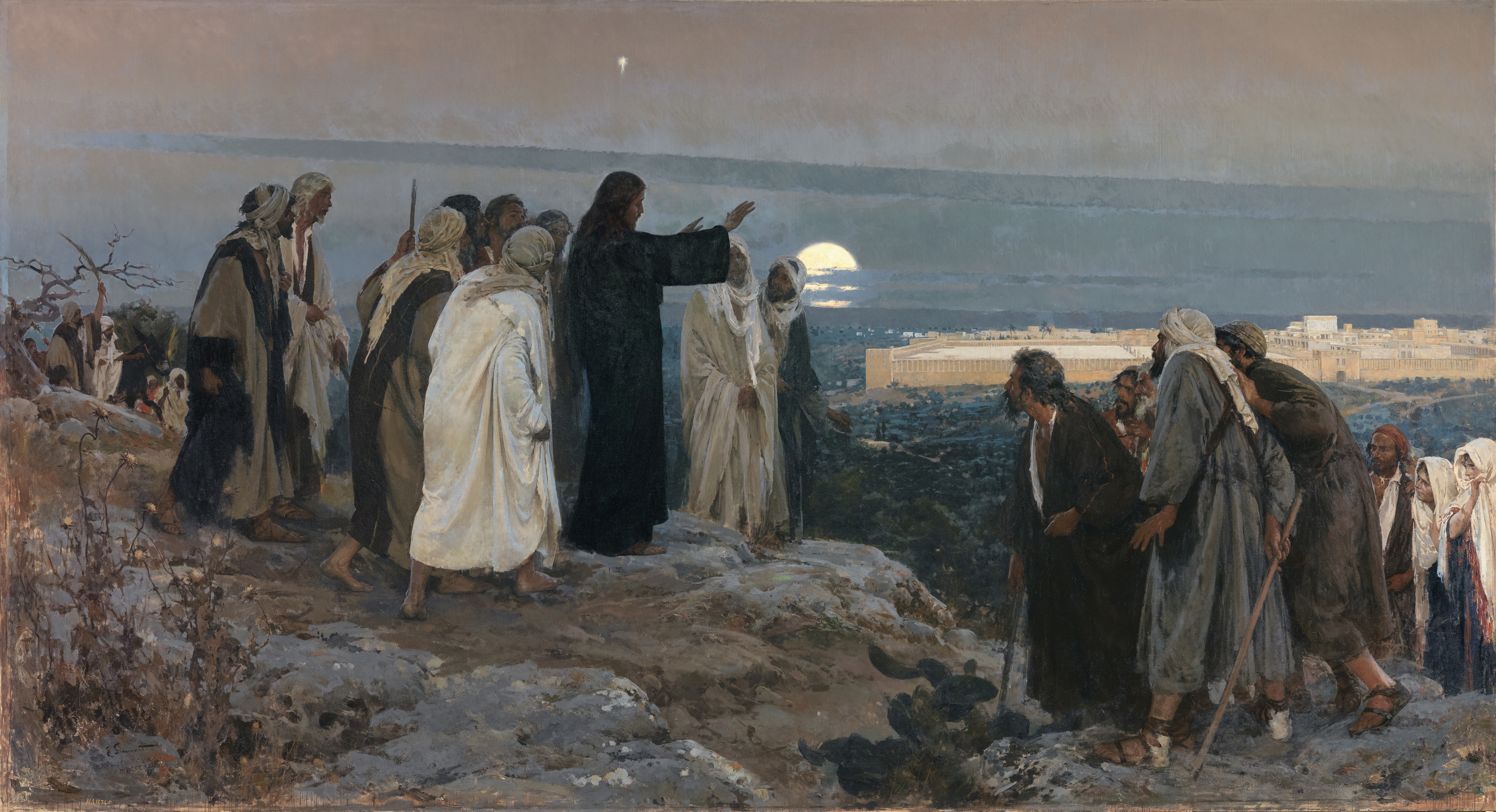
Flevit super illam, 1892
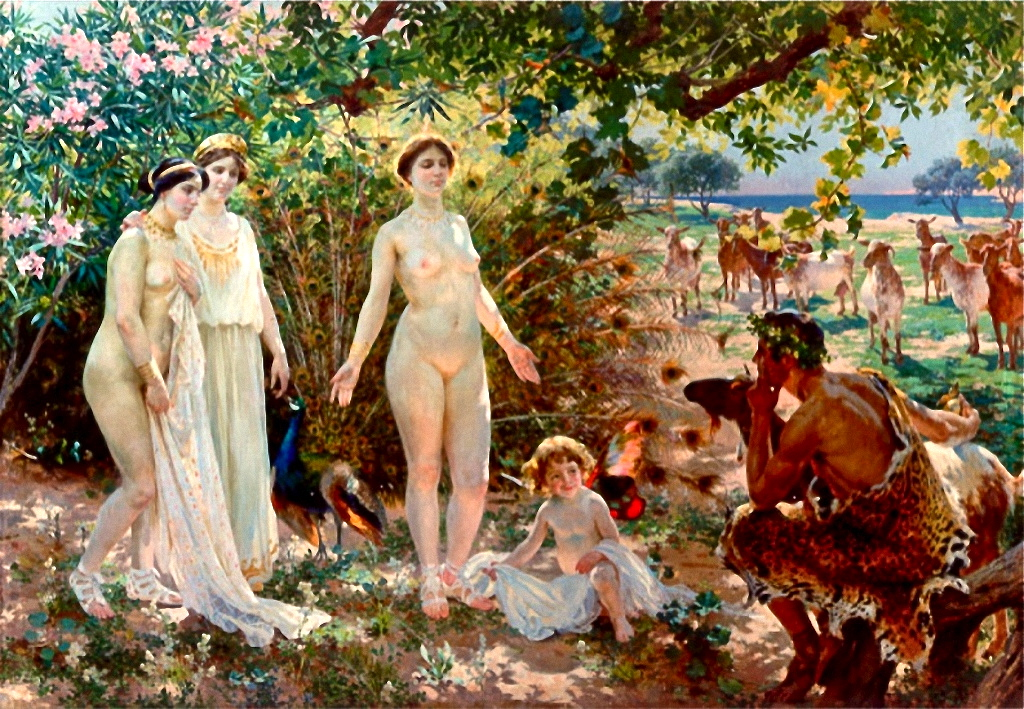
Judecata lui Paris, 1904